# Poemetto
Un poemetto è un poema di limitata estensione, generalmente costituito dalla narrazione di una breve vicenda o da una rappresentazione circoscritta; è solitamente caratterizzato da una particolare ricerca di eleganza e finezza, dal gusto dei particolari e dai toni sentimentali.